# Henrietta Stanley
Pour les articles homonymes, voir Stanley.
Henrietta Maria Stanley, baronne Stanley of Alderley, née Dillon-Lee à Halifax le 21 décembre 1807 et morte à Londres le 16 février 1895, est une militante pour l'éducation des femmes en Angleterre. Elle soutient notamment la fondation et le fonctionnement de Girton College, à Cambridge.

## Biographie
Henrietta Dillon-Lee est la fille aînée de Henry Dillon et Henrietta Browne. Ses ancêtres Dillon étaient catholiques et jacobites, notamment Arthur Dillon, un partisan du vieux prétendant. La famille Dillon se convertit à l'anglicanisme en 1767, et retrouve la jouissance de ses possessions en Irlande, tandis qu'Arthur Dillon participe aux batailles contre Napoléon, mais la famille préfère résider à l'étranger.
Henry Dillon est colonel, responsable du 5e régiment de la Catholic Irish Brigade (en)(1794-1798), puis colonel du 101e régiment irlandais d'infanterie du duc d'York (en) (1806-1817). Henrietta Dillon-Lee naît à Halifax. Sa famille s'installe à Florence, en 1814. C'est dans cette ville qu'elle fait la connaissance d'Edward Stanley plus tard titré baron Stanley d'Alderley, qu'elle épouse en 1826. Le couple a dix enfants. Elle est notamment la grand-mère du philosophe Bertrand Russell. Edward Stanley siège comme député whig de 1833 à 1841, puis de 1846 à 1847. Il siège à la Chambre des lords à partir de mai 1848, avec le titre de 1re baron Eddisbury of Winnington, puis succède à son père en octobre 1850 comme 2e baron Stanley. 
Lady Stanley tient un salon intellectuel et politique. Elle est amie avec Thomas Carlyle, Frederick Denison Maurice et Benjamin Jowett.

## Engagement en faveur de l'éducation des jeunes filles
Elle est l'une des premières visiteuses du Queen's College de Londres, fondé par Maurice en 1848. Elle s'investit en faveur de l'éducation des femmes. Ainsi, elle s'engage en faveur de l'admission des jeunes femmes aux examens universitaires locaux, puis participe, avec Emily Davies et Barbara Bodichon, à la fondation du Girton College. Elle soutient la National Union for the Improvement of Women's Education (1871), la Girls Day School Company (1872) et la London School of Medicine for Women (1874).
Au début de 1872, elle est sollicitée pour participer à l'administration de Girton College. Elle est « mistress » (c'est-à-dire principale) intérimaire du collège durant la maladie d'Annie Austin, et apporte 1 000 £ pour la création de la première bibliothèque, dont la construction est achevée en 1884.
Elle est signataire d'un appel contre le suffrage féminin en juin 1889.
Elle meurt à son domicile de Dover Street, à Londres, le 16 février 1895.